# Bernold Fiedler
Bernold Fiedler (15 de maio de 1956) é um matemático alemão, que trabalha com dinâmica não-linear.
Fiedler estudou na Universidade de Heidelberg, onde obteve o diploma em 1980 (Ein Räuber-Beute-System mit zwei time lags) e em 1983 um doutorado (Stabilitätswechsel und globale Hopf-Verzweigung). É professor do Instituto de Matemática da Universidade Livre de Berlim.
Apresentou em 2008 a Gauß-Vorlesung (Aus Nichts wird nichts? Mathematik der Selbstorganisation). Foi palestrante convidado do Congresso Internacional de Matemáticos em Pequim (2002: Bifurcations without parameters: some ODE and PDE examples, com Stefan Liebscher).

## Obras
- Editor: Ergodic theory, analysis and efficient simulation of dynamical systems, Springer Verlag 2001
- com J. Scheurle Discretization of homoclinic orbits and invisible chaos; Memoirs American Mathematical Society, Volume 570, 1996
- Editor com Boris Hasselblatt, Anatole Katok: Handbook of dynamical systems, Volume 2, Elsevier 2002
- Spatio-Temporal Dynamics of Reaction-Diffusion Patterns, in M. Kirkilionis, S. Krömker, R. Rannacher, F. Tomi (Herausgeber) Trends in Nonlinear Analysis, Festschrift dedicated to Willi Jäger for his 60th birthday, Springer-Verlag, 2003, S. 23–152. doi:10.1007/978-3-662-05281-5_2
- Romeo und Julia, spontane Musterbildung und Turings Instabilität, in Martin Aigner, Ehrhard Behrends (Editores) Alles Mathematik. Von Pythagoras zum CD Player, Vieweg, 3. Edição 2009